# Râul Scărișoara, Plescioara
Râul Scărișoara este unul din cele două brațe care formează râul Plescioara. 

## Hărți
- Harta munții Vâlcan  Arhivat în 15 iunie 2011, la Wayback Machine.